# Natsommerfugle
 "Natsværmer" omdirigeres hertil. For andre betydninger af Natsværmer, se Natsværmer (flertydig).
Natsommerfugle (Heterocera), eller natsværmere, er et betegnelse for sommerfugle, der mest er aktive om natten. De fleste sommerfugle er natsommerfugle. Nogle arter er trods navnet aktive i skumringen eller om dagen.
De mest kendte grupper af natsommerfugle er ugler, målere, spindere og diverse mølgrupper.

## Kendetegn
Til forskel fra dagsommerfugle, der har trådformede antenner med kølleformet spids, så har især hannerne blandt natsommerfugle fjer- eller kamformede antenner.

## Tiltrækning til lys
Natsommerfugle bevæger sig ofte i cirkler om f.eks. lygter. Årsagen til denne adfærd er dog ikke kendt, selvom flere teorier eksisterer.

## Økonomisk betydning

### Skadedyr
Natsommerfugle, og især deres larver, optræder i mange dele af verden som alvorlige skadedyr. Eksempler er majshalvmøl (Ostrinia nubilalis) i Europa, bomuldsmøl (Helicoverpa armigera) og løvskovsnonne (Lymantria dispar), der gør stor skade i skove i det nordøstlige USA, hvor den er en invasiv art. I tempererede dele af verden gør æblevikleren (Cydia pomonella) stor skade især i frugtplantager. I tropiske og subtropiske dele er kålmøl (Plutella xylostella) et af de mest alvorlige skadedyr på kålplanter.
Adskillige natsommerfugle i familien ægte møl (Tineidae) anses normalt for skadedyr, fordi deres larver æder tekstiler, f.eks. uld og silke.

### Silke
Nogle natsommerfugle opdrættes. Dette gælder først og fremmest silkeormen, larven af den ægte silkesommerfugl (Bombyx mori). Den opdrættes for silken, med hvilken den spinder sin kokon.

## Eksempler på arter
- Agerugle (Agrotis segetum).
- Atlasspinder (Attacus atlas).
- Citronmåler (Opisthograptis luteolata).
- Dueurtsværmer (Deilephila elpenor).
- Dødningehoved (Acherontia atropos).
- Egeprocessionsspinder (Thaumetopoea processionea).
- Humleæder (Hepialus humuli).
- Klistermøl (Endrosis sarcitrella).
- Nonne (Lymantria monacha).
- Skyrækker-silkesommerfugl (Samia cynthia).
- Snerresværmer (Hyles gallii).

## Rødlistestatus 2019
Der er mere end 2.500 arter af natsommerfugle i Danmark. Af dem er 955 arter vurderet efter IUCNs rødlistekriterier til den danske rødliste. Lister  omfatter 19 familier, og en række småsommerfuglefamilier. 
Af de 955 rødlistevurderede arter er:
- 37 arter (4 %) er regionalt uddøde arter (RE)  og forsvundet fra den danske natur.
- 13 arter (1 %) er kritisk truet (CR)  og har således ekstremt høj risiko for at uddø i den vilde natur.
- 52 arter (5 %) truede (EN)  og har dermed  stor risiko for at forsvinde fra den danske natur.
- 38 arter (4 %) er sårbare arter (VU)
- 62 arter (7 %) er næsten truet (NT), hvilket betyder, at de er tæt på at  at være truede.
- De  øvrige har  enten utilstrækkeligt datagrundlag (6 arter) eller er  ikke truede arter/livskraftig (LC) (747 arter (78 %)).

Natsommerfuglene er først og fremmest truet af forringelse og tab af levesteder.